# Драшниці
Драшниці (хорв. Drašnice) — населений пункт у Хорватії, у Сплітсько-Далматинській жупанії у складі громади Подгора.

## Населення
Населення за даними перепису 2011 року становило 339 осіб.
Динаміка чисельності населення поселення:

## Клімат
Середня річна температура становить 12,87 °C, середня максимальна – 24,69 °C, а середня мінімальна – 0,52 °C. Середня річна кількість опадів — 875 мм.
| Клімат поселення                              | Клімат поселення | Клімат поселення | Клімат поселення | Клімат поселення | Клімат поселення | Клімат поселення | Клімат поселення | Клімат поселення | Клімат поселення | Клімат поселення | Клімат поселення | Клімат поселення | Клімат поселення |
| Показник                                      | Січ.             | Лют.             | Бер.             | Квіт.            | Трав.            | Черв.            | Лип.             | Серп.            | Вер.             | Жовт.            | Лист.            | Груд.            |                  |
| Середній максимум, °C                         | 9,89             | 9,45             | 11,98            | 15,14            | 19,96            | 23,99            | 24,69            | 24,53            | 20,93            | 17,08            | 12,51            | 9,86             |                  |
| Середня температура, °C                       | 5,42             | 4,98             | 7,52             | 10,69            | 15,49            | 19,52            | 21,56            | 21,41            | 17,81            | 13,94            | 9,36             | 6,74             |                  |
| Середній мінімум, °C                          | 0,97             | 0,52             | 3,07             | 6,23             | 11,06            | 15,07            | 18,43            | 18,28            | 14,66            | 10,81            | 6,23             | 3,60             |                  |
| Норма опадів, мм                              | 82               | 72               | 73               | 73               | 59               | 52               | 35               | 50               | 71               | 98               | 113              | 97               |                  |
| Середньомісячна швидкість вітру, м/с          | 3.70             | 4.07             | 4.02             | 3.62             | 3.16             | 2.89             | 2.92             | 2.77             | 3.17             | 3.37             | 4.13             | 4.27             |                  |
| Середньомісячна сонячна радіація, кДж/м²·день | 5615             | 8293             | 12071            | 16320            | 19964            | 22858            | 24695            | 21738            | 16242            | 10550            | 6135             | 4752             |                  |
| --------------------------------------------- | ---------------- | ---------------- | ---------------- | ---------------- | ---------------- | ---------------- | ---------------- | ---------------- | ---------------- | ---------------- | ---------------- | ---------------- | ---------------- |
| Джерело:                                      |                  |                  |                  |                  |                  |                  |                  |                  |                  |                  |                  |                  |                  |